# Giovanni Giorgi (Physiker)
Giovanni Giorgi (* 27. November 1871 in Lucca; † 19. August 1950 in Castiglioncello) war ein italienischer Physiker und Mathematiker.
Giovanni Giorgi schlug 1901 das Giorgi-Einheitensystem vor. Er zeigte, dass es möglich war, die drei Grundeinheiten der Mechanik (Meter, Kilogramm, Sekunde) mit einer vierten aus dem Bereich des Elektromagnetismus – beispielsweise Ampere oder Ohm – zu kombinieren.
Sein Vorschlag wurde auf der 5. Generalkonferenz für Maß und Gewicht (CGPM) 1913 diskutiert und positiv aufgenommen. Bei einem Treffen der Internationalen Elektrotechnischen Kommission (IEC) 1935 wurde er im Rahmen eines  MKS-Einheitensystems akzeptiert und 1946 von dem Internationalen Büro für Maß und Gewicht (BIPM) als MKSA-System angenommen (ratifiziert 1948 durch die 9. CGPM). In den Folgejahren wurde es zum Internationalen Einheitensystem (SI) weiterentwickelt.